# آینده (آلبوم فیوچر)
آینده آلبومی از هنرمند اهل هائیتی فیوچر است که در ۱۷ فوریه ۲۰۱۷ منتشر شد. در این آلبوم هنرمندانی از جمله مترو بومین و دی‌جی خالد نیز حضور دارند.